# Wass Freestyle
Wassim Benslimane, Wass Freestyle, ou Wass, né le 5 janvier 1987 à Clermont-Ferrand, est un freestyler de football professionnel et vidéaste Web franco-algérien.
Il est triple vice-champion du monde de freestyle.

## Biographie
Dans l'avenir il souhaite ouvrir une académie de freestyle pour transmettre sa passion et créer de futurs champions du monde.

### Controverses
En 2018, il est accusé dans le cadre du « Balance ton youtubeur » par plusieurs filles mineures de les avoir draguées, alors qu'il connaissait leur âge et qu'il avait près de 30 ans.

## Équipe S3
En 2014, il fait partie de l'équipe S3, comme Arnaud Garnier.

## Palmarès
- 3 fois vice-champion du monde
- Recordman du monde Guinness[4]
- Top 16 international
- Top 3 Sport Influencers[5]

## Discographie
- 2018 : King of Freestyle